# Bandiera dello Yemen
L'attuale bandiera dello Yemen venne adottata il 22 maggio 1990, lo stesso giorno in cui ci fu l'unificazione dello Yemen del Nord e dello Yemen del Sud.
Il disegno a strisce, rossa, bianca e nera era presente anche sulle bandiere dei due Yemen. Tali colori sono tradizionali dei paesi arabi e si trovano ad esempio sulle bandiere di Egitto, Siria e Iraq.
Secondo la descrizione ufficiale, il rosso indica il sangue versato dai martiri per l'indipendenza e l'unità; il bianco è per il futuro radioso; il nero per il passato oscuro.

## Bandiere storiche

### Bandiere dello Yemen del Nord
Il regno Mutawakkilita dello Yemen ottenne l'indipendenza dall'Impero ottomano nel 1911. Tra il 1918 e il 1923 ebbe, come molti altri Stati arabi, una bandiera rossa alla quale nel 1923 venne aggiunta una shahādah in bianco. Dal 1927 al 1962 la bandiera è stata rossa con una sciabola e cinque stelle bianche.
Nel 1958 entrò in una confederazione con la Repubblica Araba Unita, costituendo gli Stati Arabi Uniti, che non avevano una bandiera; con la trasformazione nel 1962 del Regno dello Yemen in Repubblica Araba dello Yemen quest'ultima inizialmente adottò una bandiera a due stelle molto simile alla bandiera della Repubblica Araba Unita, mentre successivamente adottò una bandiera con una sola stella verde.

#### Regno Mutawakkilita dello Yemen

Regno dello Yemen, dal 1918 fino al 1923
Regno dello Yemen, dal 1923 fino al 1927
1:2 Regno dello Yemen, dal 1927 fino al 1962

#### Repubblica Araba dello Yemen

2:3 Repubblica Araba dello Yemen (1962)
2:3 Repubblica Araba dello Yemen (1962-1990)

### Bandiere dello Yemen del Sud
Nel XIX secolo gli Stati arabi situati nelle regioni meridionali dell'attuale Yemen entrarono nell'influenza britannica come Colonia di Aden e Protettorato di Aden. Nel 1963 la parte orientale divenne il Protettorato dell'Arabia Meridionale, mentre la parte occidentale divenne nel 1959 la Federazione degli Emirati Arabi del Sud e nel 1962 la Federazione dell'Arabia Meridionale.
Entrambi dichiararono la loro completa indipendenza dal Regno Unito il 30 novembre del 1967, abolendo tutte le monarchie locali e costituendo la Repubblica Democratica Popolare dello Yemen.

#### Colonia di Aden, Federazione degli Emirati Arabi del Sud e Federazione dell'Arabia Meridionale

Colonia di Aden (1937-1963)
Federazione degli Emirati Arabi del Sud (1959-1962) e Federazione dell'Arabia Meridionale (1962-1967)
Stato di Aden
Emirato di Beihan
Emirato di Dhala
Sultanato di Fadhli
Sultanato di Yafa Inferiore
Sultanato di Lahej
Sultanato di Balhaf
Sultanato di Haban

#### Protettorato dell'Arabia Meridionale

Sultanato di Kathiri
Sultanato Mahra di Qishn e Socotra
Sultanato di al-Qu'ayti (1880-1939)
Sultanato di al-Qu'ayti (1939-1967)
Sultanato di Yafa Superiore

#### Repubblica Democratica Popolare dello Yemen

2:3Repubblica Democratica Popolare dello Yemen (1967-1990)
Stendardo presidenziale della Repubblica Democratica Popolare dello Yemen (1967-1990)